# Kragkungsfiskare
Kragkungsfiskare (Alcedo semitorquata) är en fågel i familjen kungsfiskare inom ordningen praktfåglar.

## Utseende och läte
Kragkungsfiskaren är en mörkblå kungsfiskare med mörk näbb och mörkblått ansikte. Den är lik unga malakitkungsfiskare, som också har mörk näbb, men är större och har mörkt ansikte utan inslag av orange. Lätet är ett ljust "seet".

## Utbredning och systematik
Kragkungsfiskare behandlas antingen som monotypisk eller delas in i tre underarter med följande utbredning:
- Alcedo semitorquata heuglini – förekommer i Etiopien.
- Alcedo semitorquata semitorquata – förekommer från södra Moçambique till Sydafrika.
- Alcedo semitorquata tephria – förekommer från Angola till Tanzania och Moçambique.

## Levnadssätt
Kragkungsfiskaren ses mestadels utmed trädkantade forsar och floder, men kan även påträffas i andra våtmarker som sötvattensträsk och kustnära laguner. Den är i allmänhet ensamlevande, skygg och ovanlig.

## Status och hot
Arten har ett stort utbredningsområde, men tros minska i antal, dock inte tillräckligt kraftigt för att den ska betraktas som hotad. Internationella naturvårdsunionen IUCN listar arten som livskraftig (LC).